# Judith Holzmeister
Judith Holzmeister (Innsbruck, 14 février 1920 - Baden, 23 juin 2008) est une actrice autrichienne. 

## Filmographie
- 1956 : Antonia en uniforme (Kaiserjäger)
- 1952 : Vienne, premier avril an 2000 (1. April 2000)
- 1952 : Le Mystère de la vie (Haus des Lebens)
- 1949 : Eroïca
- 1940 : Le Diable de feu (Der Feuerteufel)